# Токту
Токту (болг. Токту) — хан Болгарии.
Правил всего около года. В конце правления ему пришлось спасаться бегством, но избрал для бегства направление противоположное Византии — он побежал в земли севернее Дуная, где и погиб вместе с его сторонниками.